# Капела Мороне (Фрозиноне)
Капела Мороне је насеље у Италији у округу Фрозиноне, региону Лацио.
Према процени из 2011. у насељу је живело 682 становника. Насеље се налази на надморској висини од 87 м.